# Tannegg (Herrschaft)
Die Herrschaft und das Amt Tannegg war ein historisches Territorium im Hinterthurgau und im Alttoggenburg in der Ostschweiz, das vom 13. Jahrhundert bis 1798 bestand. Es gehörte zum Hochstift Konstanz und wurde 1693 vom Kloster Fischingen erworben.

## Geschichte

Wappen der Herren von Tannegg

Nachdem 1237 die Schirmvogtei über das Kloster Fischingen an das Domstift Konstanz zurückgefallen war, fasste Bischof Heinrich von Tanne um 1240 Besitz aus der bischöflichen Herrschaft mit den neu erworbenen Gütern im Amt Tannegg zusammen. Die zeitweise an die Grafen von Toggenburg verpfändete Herrschaft wurde von Vögten auf der Burg Tannegg verwaltet. 1407 wurde das Amt in den Appenzeller Kriegen durch Brände verwüstet, 1411 brandschatzten die Zürcher die Gegend. Nachdem Bischof Albrecht Blarer mit Geldern der Gerichtsuntertanen die verpfändete Herrschaft zurückgelöst hatte, verpflichtete sich 1411 sein Nachfolger Otto III. von Hachberg urkundlich, die Herrschaft nicht mehr zu verpfänden oder zu verkaufen. Dieses Versprechen wurden von seinen Amtsnachfolgern in Form von sogenannten Freiheitsbriefen erneuert. 1432 erhielt das Amt eine Offnung.
1693 bot sich Bischof Marquard Rudolf von Rodt die Gelegenheit, eine bei Meersburg gelegene Herrschaft zu kaufen. Zur Finanzierung stieß er trotz der Freiheitsbriefe die entfernt liegende Herrschaft Tannegg ab, die noch im gleichen Jahr vom Kloster Fischingen für 35 000 Gulden erworben wurde. Das Tannegger Amt war mit dem sogenannten alten Fischinger Gericht, das aus Fischingen, Bichelsee, Balterswil, Ifwil und vermutlich Au bestand, eng verbunden. 1798 endete mit der Gründung der Helvetischen Republik die Herrschaft Tannegg.

## Herrschaftsgebiet

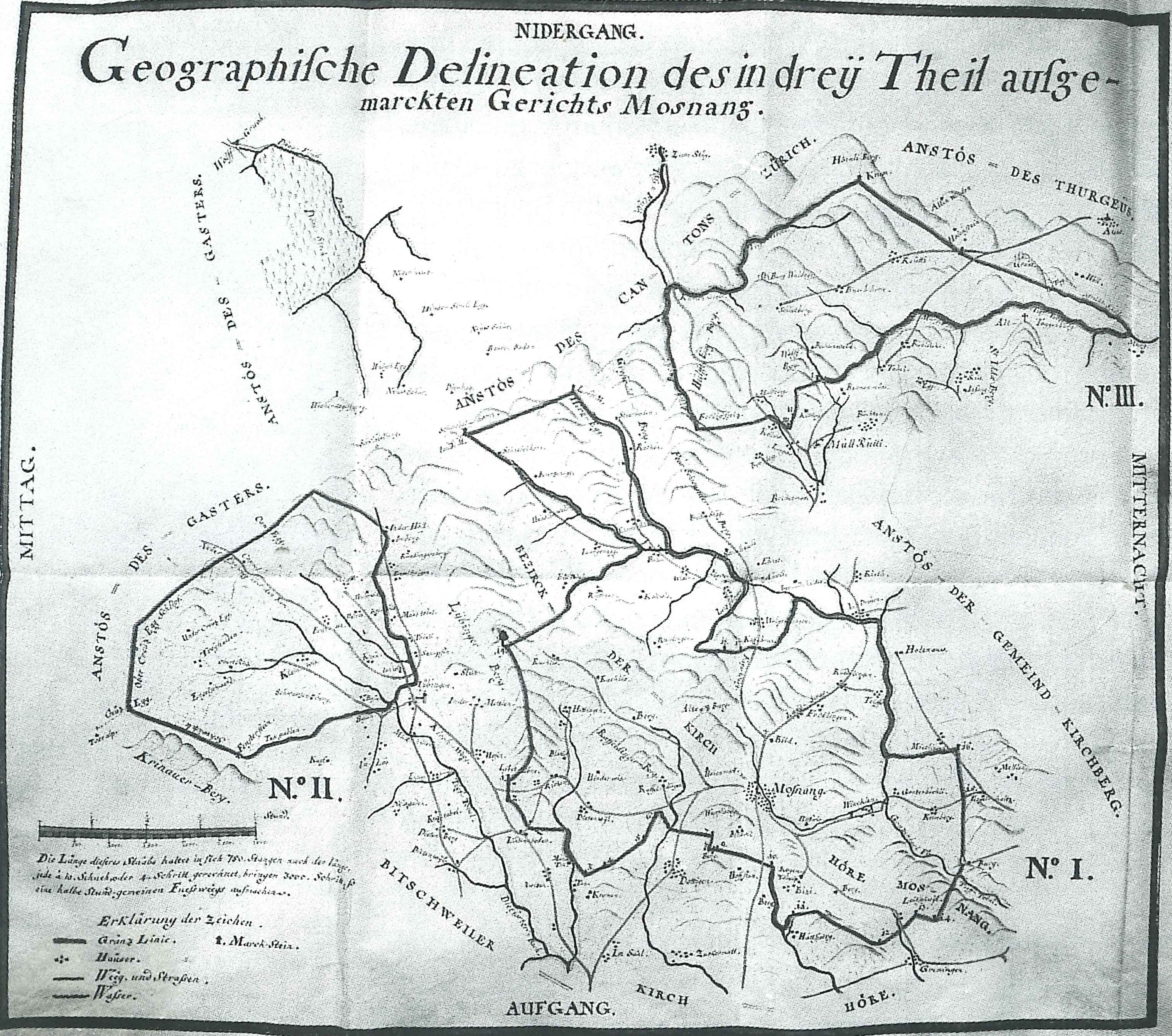
Grenzen des in drei Teile aufgegliederten, zur Herrschaft Tannegg gehörenden alten Gerichts Mosnang. Das außerhalb dieser Grenzen liegende Gebiet Mosnangs gehörte zum fürstäbtischen Niedergericht Bazenheid.

Die Herrschaft Tannegg umfasste Güter und Rechte im:
- Hinterthurgau (Bezirk Münchwilen) in Bichelsee (Itaslen), Eschlikon (Hurnen), Münchwilen (Oberhofen und Sigensee), Sirnach (u. a. Büfelden, Gloten, Horben und Wiezikon), Wängi (Krillberg), Bettwiesen und Fischingen
- Alttoggenburg in Mosnang (ohne Mühlrüti und Libingen)